# Philippe Ermenault
Philippe Ermenault (n. 29 aprilie 1969, Flixecourt, Picardie⁠(d), Franța) este un ciclist francez, medaliat olimpic. A participat la 3 ediții ale Jocurilor Olimpice (1992, 1996, 2000) în care a câștigat o medalie de argint.